# Estreito de Lancaster

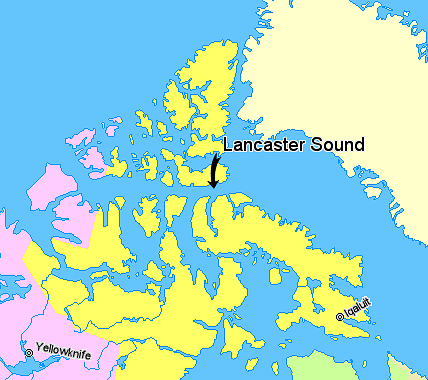
Lancaster Sound, Nunavut, Canada.
Nunavut
Northwest Territories
Quebec
Greenland

Lancaster Sound ou Estreito de Lancaster é um corpo de água entre a Ilha de Devon e a Ilha Baffin no Arquipélago Ártico Canadiano, em Nunavut, Canadá. Forma a parte mais oriental da Passagem do Noroeste. A leste fica a Baía de Baffin; a oeste o Estreito de Viscount Melville. Ainda mais para ocidente fica o Estreito de McClure e o Oceano Ártico.
O Lancaster Sound recebeu o seu nome dado pelo explorador William Baffin em homenagem a um dos seus patrocinadores para a expedição de 1616.